# Sebastián Rocco
Sebastián Alejandro Rocco Melgarejo (San Felipe, 26 giugno 1983) è un calciatore cileno, difensore del Deportes Melipilla.